# Anne Conway
Anne Conway, znana jako wicehrabina Conway (ur. 14 grudnia 1631 w Londynie, zm. 23 lutego 1679) – angielska filozofka racjonalistyczna, której twórczość wywarła wpływ na Gottfrieda Leibniza.

## Życiorys
Przyszła na świat w rodzinie Finchów jako córka sir Heneage'a Fincha, sekretarza Londynu i przewodniczącego Izby Gmin za panowania Karola I, i jego drugiej żony Elizabeth Cradock. Ojciec zmarł tydzień przed jej narodzinami. Była najmłodszym dzieckiem. Uczyła się pod okiem korepetytorów. Opanowała łacinę, grekę i hebrajski. Dorastała w Pałacu Kensington, który należał wówczas do jej rodziny.
Jej przyrodni brat John Finch zachęcał ją do zgłębiania filozofii i teologii. Przedstawił ją platoniście Henry'emu More'owi, swojemu wykładowcy w Christ's College w Cambridge. W rezultacie Anna i Henry przez wiele lat korespondowali i wymieniali się poglądami na temat filozofii Kartezjusza. Anne, początkowo nieformalna uczennica More'a, szybko dorównała mu poziomem intelektualnym. W 1652 More zadedykował jej swoją książkę Antidote against Atheism (Antidotum na ateizm). Pozostawała pod wpływami ruchu kabalistycznego łączącego chrześcijaństwo i judaizm, a czerpiącego z gnostycyzmu, neoplatonizmu, renesansowego okultyzmu i hermetyzmu. Utrzymywała kontakt z Christianem Knorrem von Rosenrothem.
W 1651 wyszła za mąż za Edwarda Conwaya, późniejszego pierwszego hrabiego Conway. Po ślubie pozostała w Pałacu Kensington. Mieszkała też w majątku hrabiów Conway, Ragley w Warwickshire. W 1658 urodziła jedyne dziecko. Dwa lata później syn Heneage Edward Conway zmarł na ospę.
Anne zainteresowała się kabałą luriańską, a następnie wyznaniem kwakrów, które przyjęła w 1677. Stworzyła w swoim domu centrum działalności kwakrów. Prawodpodobnie w 1677  napisała The Principles of the Most Ancient and Modern Philosophy (Zasady filozofii antycznej i nowoczesnej). Tekst ukazuje wpływ Franciscusa Mercuriusa van Helmonta na jej twórczość. Został opublikowany przez van Helmonta w Amsterdamie w 1690 po łacinie jako Principia philosophiae antiquissimae et refreshissimae. W 1692 ukazało się wydanie angielskie. Praca opisuje monistyczny pogląd autorki na świat jako stworzony z jednej substancji. Uważała, że istnieją niepodzielne cząstki ducha-materii, które nazwała monadami. Krytykowała kartezjańską ideę, że duch i ciało są rozdzielne, koncepcję duszy Henry'ego More'a oraz dualistyczne teorie relacji między ciałem a duchem. Jej studia wpłynęły na rozwój nowoczesnych nauk przyrodniczych.
Od dwunastego roku życia cierpiała na ciężkie migreny. Obezwładniający ból sprawiał, że spędzała dużo czasu pod nadzorem lekarzy, szukając lekarstwa. Szukała pomocy m.in. Thomasa Willisa, ale żaden z zabiegów nie przyniósł pożądanego efektu. Zmarła w wieku 47 lat. 
W 1930 M.H. Nicolson wydał w Londynie jej korespondencję pt. Letters. The Correspondence of Anne, Viscountess Conway, Henry More and their friends, 1642–1684.